# 交響曲第32番 (ハイドン)
交響曲第32番 ハ長調 Hob. I:32 は、フランツ・ヨーゼフ・ハイドンが1760年頃に作曲した交響曲。

## 概要
初期の交響曲の一つで、エステルハージ家に仕える以前の、ボヘミアのモルツィン伯に仕えていた時代に書かれたことがほぼ確実である。
ハイドン初期の交響曲は3楽章形式のものが多く、4楽章でも緩徐楽章から始まる教会ソナタ風の構成を持つものもあるが、この曲は後のハイドンの交響曲と同じ、両端楽章が速い4楽章形式を取っている。しかし、内側の楽章は第2楽章がメヌエット、第3楽章が緩徐楽章となっており、後のハイドンの交響曲とは逆になっている。このような構成を持つ交響曲は本作のほかに初期の作品にいくつか見え、第15番、第37番、および交響曲『B』（第108番）がある。初期以外では第44番『悲しみ』と第68番のみである。
本作と第33番はトランペットとティンパニを含み、何か祝典的な機会に演奏されたと考えられている。

## 編成
オーボエ2、ホルン2（高音C管）、トランペット2、ティンパニ、第1ヴァイオリン、第2ヴァイオリン、ヴィオラ、低音（チェロ、ファゴット、コントラバス）。
トランペットやティンパニだけでなく高音C管ホルンの甲高い音も特徴的である。

## 曲の構成
全4楽章、演奏時間は約20分。
- 第1楽章 アレグロ・モルト
ハ長調、4分の2拍子、ソナタ形式。

華やかな第1主題の後ト長調に転調し、いったんト短調の短い楽句を経由した後に、トランペットの軍楽的な音型が聴こえて提示部を終える。展開部でも同じ軍楽的な音型がときどき聴かれる。

- 第2楽章 メヌエット - トリオ
ハ長調 - ハ短調、4分の3拍子。
メヌエット主部では付点つきリズムを持った主題が演奏される。トリオはハ短調で、弦楽器のみによる。途中は変ホ長調になる。

- 第3楽章 アダージョ・マ・ノン・トロッポ
ヘ長調、4分の2拍子、ソナタ形式。
弦楽器のみで演奏され、第1ヴァイオリンが穏やかな旋律を演奏する。展開部は第1ヴァイオリンと第2ヴァイオリンの掛け合いで始まり、短い短調の楽句を経て再現部にはいる。

- 第4楽章 フィナーレ：プレスト
ハ長調、8分の3拍子、ソナタ形式。
短く軽い音楽である。